# Tim Mahoney

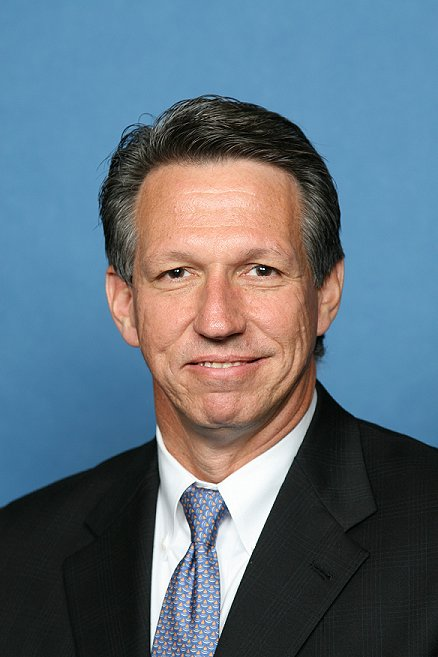
Tim Mahoney

Timothy Edward „Tim“ Mahoney (* 15. August 1956 in Aurora, Illinois) ist ein US-amerikanischer Politiker. Zwischen 2007 und 2009 vertrat er den Bundesstaat Florida im US-Repräsentantenhaus.

## Werdegang
Tim Mahoney besuchte bis 1974 die Summit High School in New Jersey und danach bis 1978 die West Virginia University in Morgantown. Anschließend studierte er bis 1983 an der George Washington University in der Bundeshauptstadt Washington, D.C. In den folgenden Jahren arbeitete er in der Computerbranche und wurde dabei recht wohlhabend. Seit 1986 war er in Florida ansässig. Er wurde Vorstandsvorsitzender einer in Boca Raton beheimateten expandierenden Firma im Computerbereich.
Bis 2004 war Mahoney Mitglied der Republikanischen Partei. In diesem Jahr wechselte er zu den Demokraten. Bei den Kongresswahlen des Jahres 2006 wurde er als deren Kandidat im 16. Wahlbezirk von Florida in das US-Repräsentantenhaus in Washington gewählt, wo er am 3. Januar 2007 die Nachfolge des am 29. September 2006 zurückgetretenen Mark Foley antrat. Im Jahr 2008 wurde er in einen Sex- und Korruptionsskandal verwickelt, der ihn seine Wiederwahl kostete. Mahoney war Mitglied im Landwirtschaftsausschuss und im Finanzausschuss.
Nach seinem Ausscheiden aus dem US-Repräsentantenhaus hat Tim Mahoney bisher keine weiteren öffentliche Ämter bekleidet.